# Uluru
Uluru, Oolora (znana także pod nazwą ang. Ayers Rock oraz The Rock) – formacja skalna w centralnej części Australii, na Terytorium Północnym. Znajduje się w parku narodowym Uluru-Kata Tjuta, niedaleko miasteczka Yulara, 400 km na południowy zachód od Alice Springs. Liczy ponad 300 m wysokości i 8 km obwodu. Przez wiele lat Uluru było uznawane za największy monolit świata. Nie jest to jednak prawdą, gdyż monolit Mount Augustus jest ponad dwukrotnie większy. Ponadto wedle nowszych badań Uluru wcale nie jest monolitem, lecz częścią większej formacji skalnej, do której należą również Kata Tjuta (Mount Olga) i Mount Conner. Jest przykładem twardzielca.
Uluru po raz pierwszy zostało opisane przez podróżnika Ernesta Gilesa w 1872 jako „zadziwiający kamyk” (ang. the remarkable pebble).
Zbudowane z prekambryjskich piaskowców (arkozy), zawierając różne minerały, Uluru wydaje się zmieniać kolory w zależności od padającego światła. Czerwonawy kolor skały powoduje tlenek żelaza(III) (Fe
2O
3) na jej powierzchni, co jest naturalne w wypadku skał zawierających wiele tlenków żelaza w swoim składzie, lecz w tym wypadku może być podkreślane przez gładką powierzchnię skały i warunki oświetlenia.
Jest to święte miejsce dla miejscowych Aborygenów, w jaskiniach u podnóża skały znajduje się wiele malowideł ściennych. Część miejsc z uwagi na ich sakralne znaczenie jest wyłączona od fotografowania. Miejsca te są wyraźnie oznaczone. Nazwa „Ayers Rock” została nadana przez europejskich osadników na cześć premiera Australii Południowej, Henry’ego Ayersa. Tradycyjną aborygeńską nazwą jest „Uluru” i od lat 80. XX w. jest to oficjalna nazwa tej skały, choć bywa nadal nazywana „Ayers Rock”.
W 1985 rząd Australii oddał prawo własności Uluru miejscowym Aborygenom, plemieniu Anangu, które przekazało ją rządowi w 99-letnią dzierżawę. W miejscu tym utworzono mający 1325 km² park narodowy Uluru-Kata Tjuta. Wjazd dla turystów na teren parku jest płatny (38 dolarów australijskich za osobę/trzydniowy karnet – stan na 2021).
Dla plemienia Anangu wejście na skałę związane jest z ceremonią inicjacji. Podejście jest bardzo strome, tym niemniej było dużą atrakcją turystyczną dla wielu tysięcy osób. Od lat 50. XX w. do 2017 r. odnotowano 36 zgonów związanych z wchodzeniem na Uluru (w tym 2 w XXI w.). Od chwili odzyskania Uluru przez Anangów, zwiedzający byli proszeni o zaniechania wchodzenia na górę. Liczba wspinaczy wśród zwiedzających park narodowy spadła z ok. 75% w latach 90. do kilkunastu procent w 2015 r. W roku 2017 podjęto decyzję o zamknięciu wejścia na górę dla turystów w dniu 26.10.2019. Było to spowodowane wieloma przypadkami niewłaściwego zachowywania się turystów. Wspinanie się na skałę przyczyniało się również do zwiększenia erozji i dodatkowego zanieczyszczenia wody zbierającej się w skalnych wgłębieniach. Ostatni turyści zdobyli szczyt 25 października 2019.
Największą atrakcję dla turystów stanowi obserwowanie skały Uluru o zachodzie słońca lub o wschodzie słońca, kiedy z minuty na minutę zmienia ona swój kolor w zależności od oświetlenia. Do dobrego tonu należy otwarcie butelki szampana w momencie gdy słońce zachodzi i przestaje oświetlać skałę. Większość turystów przylatuje samolotami na położone w pobliżu skały lotnisko. W pobliżu jest też kompleks hoteli i kempingów oraz restauracji. Obowiązkowym punktem zwiedzania jest piesze okrążenie formacji (Uluru base walk), możliwe jest także wypożyczenie rowerów lub też pokonanie trasy elektryczną hulajnogą. W pobliżu znajdują się parkingi, gdzie można zostawić auto, a także toalety, zadaszone miejsca do odpoczynku z ławkami oraz ujęcia z wodą pitną.
W odległości około 30 km znajduje się zespół skalny Kata Tjuta, którego wygląd z oddali przypomina leżącą kobietę.
Uluru znajduje się na liście światowego dziedzictwa UNESCO.

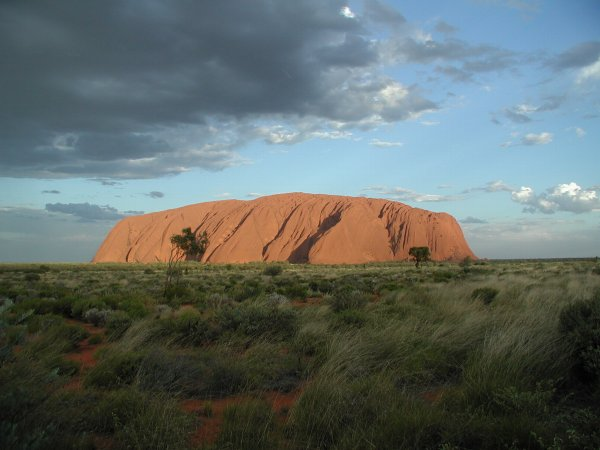
Skała Uluru o zachodzie słońca
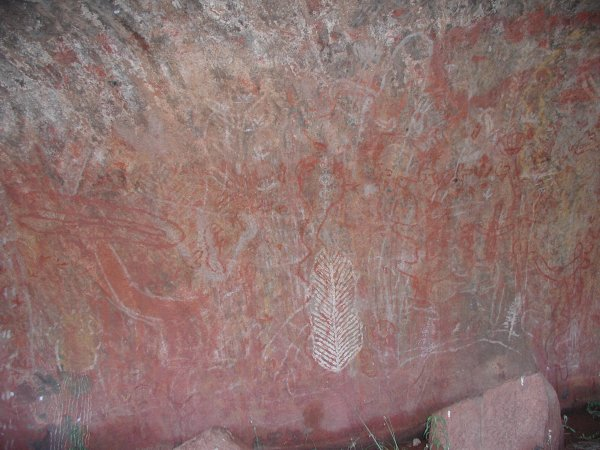
Rysunki aborygeńskie na skale Uluru w okolicy źródła
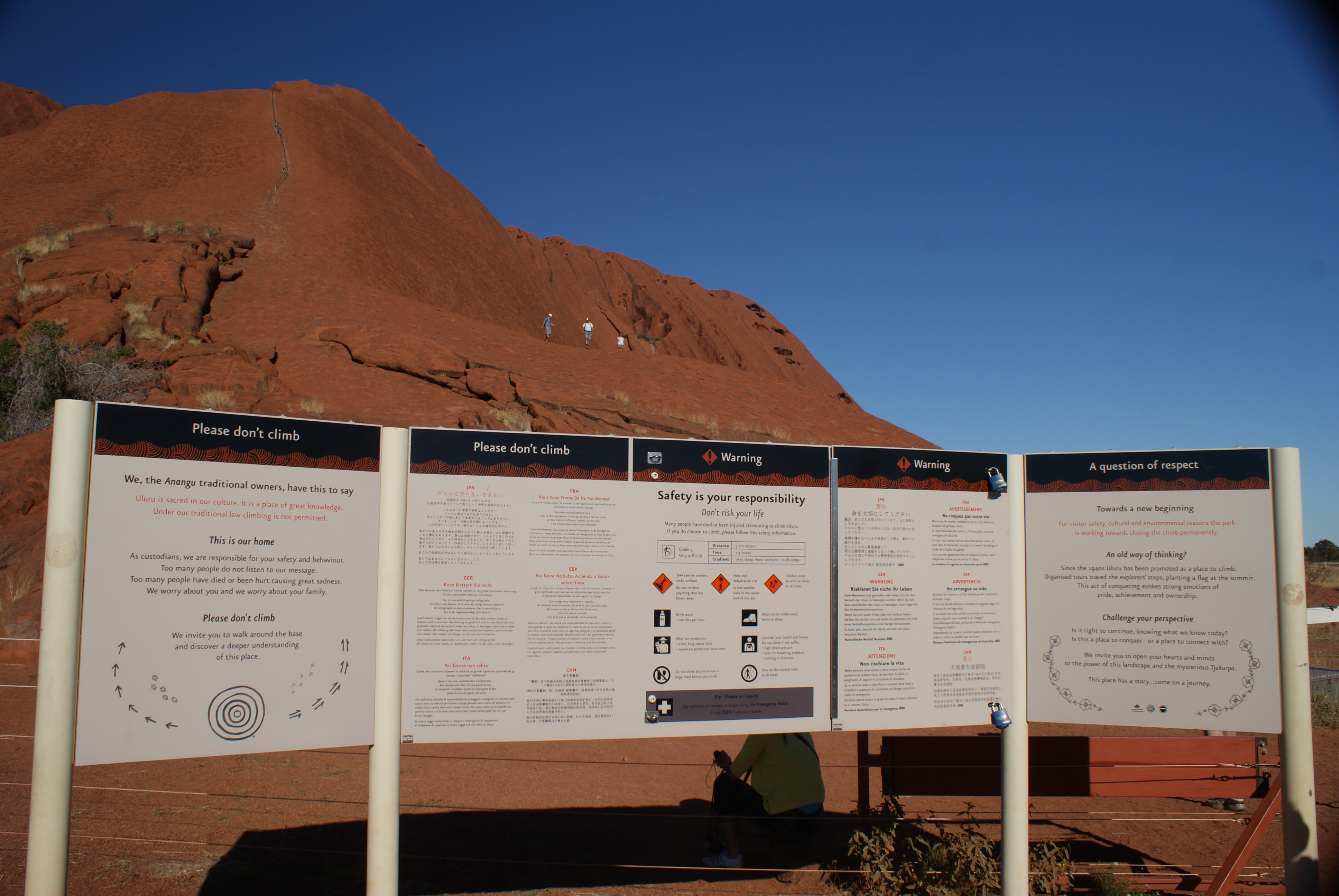
Tablica z prośbą o zaniechanie wspinania się (2015)
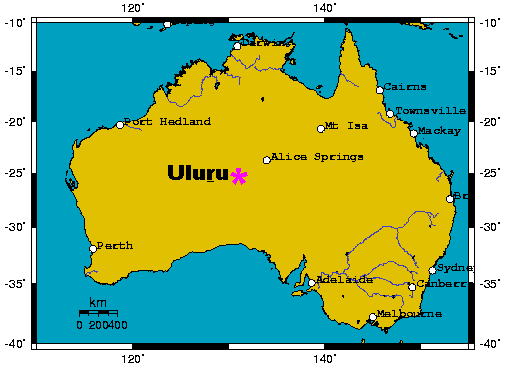
Położenie skały Uluru (Ayers Rock) na kontynencie
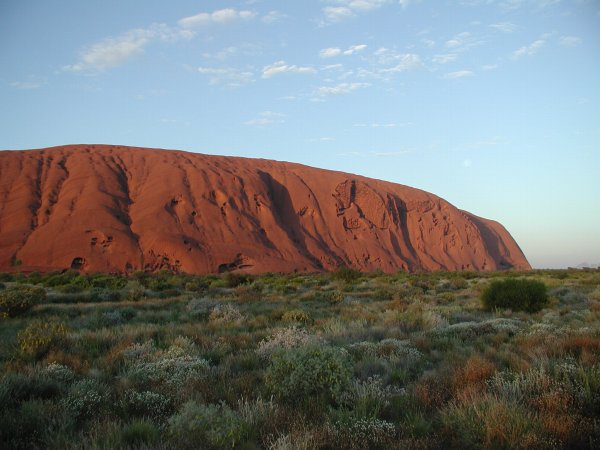
Uluru o świcie